# Umberto Zanotti Bianco
Umberto Zanotti Bianco, noto anche con lo pseudonimo di Giorgio D'Acandia (La Canea, 22 gennaio 1889 – Roma, 28 agosto 1963), è stato un archeologo, ambientalista, filantropo, antifascista, educatore e politico italiano.

## Biografia
Nacque sull'isola di Creta, dove il padre Gustavo, diplomatico, e la madre, Enrichetta Tulin, di origine britannica e di ascendenza svedese, si erano trasferiti per lavoro. Da bambino seguì la famiglia in Piemonte, regione d'origine del padre. Studiò al Collegio «Carlo Alberto» di Moncalieri dai padri barnabiti - dove fu principe degli studi, ossia il miglior allievo alla licenza liceale - e giovanissimo entrò in contatto con Antonio Fogazzaro, con il quale intrattenne una corrispondenza sui temi del Cristianesimo, e che spinse lui e altri giovani a intervenire nell'opera di soccorso agli abitanti di Reggio Calabria e Messina dopo il terremoto del 28 dicembre 1908.
Nella città siciliana conobbe Gaetano Salvemini, con cui strinse una lunga amicizia. Si laureò in giurisprudenza all'Università degli Studi di Torino. Decise di dedicare la sua vita al riscatto del Meridione italiano. Partecipò nel 1910 alla fondazione dell'Associazione Nazionale per gli Interessi del Mezzogiorno d'Italia (ANIMI), nata anche sotto la spinta di padre Giovanni Semeria e di Antonio Fogazzaro.
Iniziò un'intensa attività che lo portò alla formazione di un vasto numero di maestri, per l'alfabetizzazione di adulti e bambini, e alla creazione di centinaia di asili, scuole elementari e biblioteche. Condusse nello stesso periodo un'inchiesta sulle condizioni della Calabria, insieme a Giovanni Malvezzi. Si arruolò come volontario nella prima guerra mondiale e rimase gravemente ferito al fronte con una ferita invalidante all'addome, dei cui esiti soffrì tutta la vita. Nel 1924 restituì ai ministeri competenti le medaglie di benemerenza e i brevetti di guerra per protesta contro il delitto Matteotti.
Nel 1925 è tra i firmatari del Manifesto degli intellettuali antifascisti di Benedetto Croce. Nel 1930 aderì al movimento antifascista Alleanza Nazionale per la Libertà, del quale fu attivista. Fu prima costretto a limitare le sue attività filantropiche, dedicandosi all'archeologia (scoprì, insieme all'archeologa Paola Zancani Montuoro l'Heraion alla foce del Sele, presso Posidonia, alla foce del fiume Sele) e quindi arrestato nel 1941 a causa del suo antifascismo. Pagò l'aver definito il fascismo «un tumore maligno nel corpo della nazione» finendo al confino.
Riuscì a salvare l'ANIMI dalla persecuzione fascista con il sostegno della principessa Maria José di Savoia. Nel 1944 fu nominato presidente della Croce Rossa Italiana, carica che ricoprì per 5 anni, dimettendosi per divergenze di vedute con il presidente del Consiglio Alcide De Gasperi. Nel secondo dopoguerra dichiarò le proprie idee liberali, aderendo al Partito liberale italiano. Nel 1952 fu nominato senatore a vita dal presidente Luigi Einaudi.
Morì a Roma il 28 agosto 1963.

## Meriti culturali

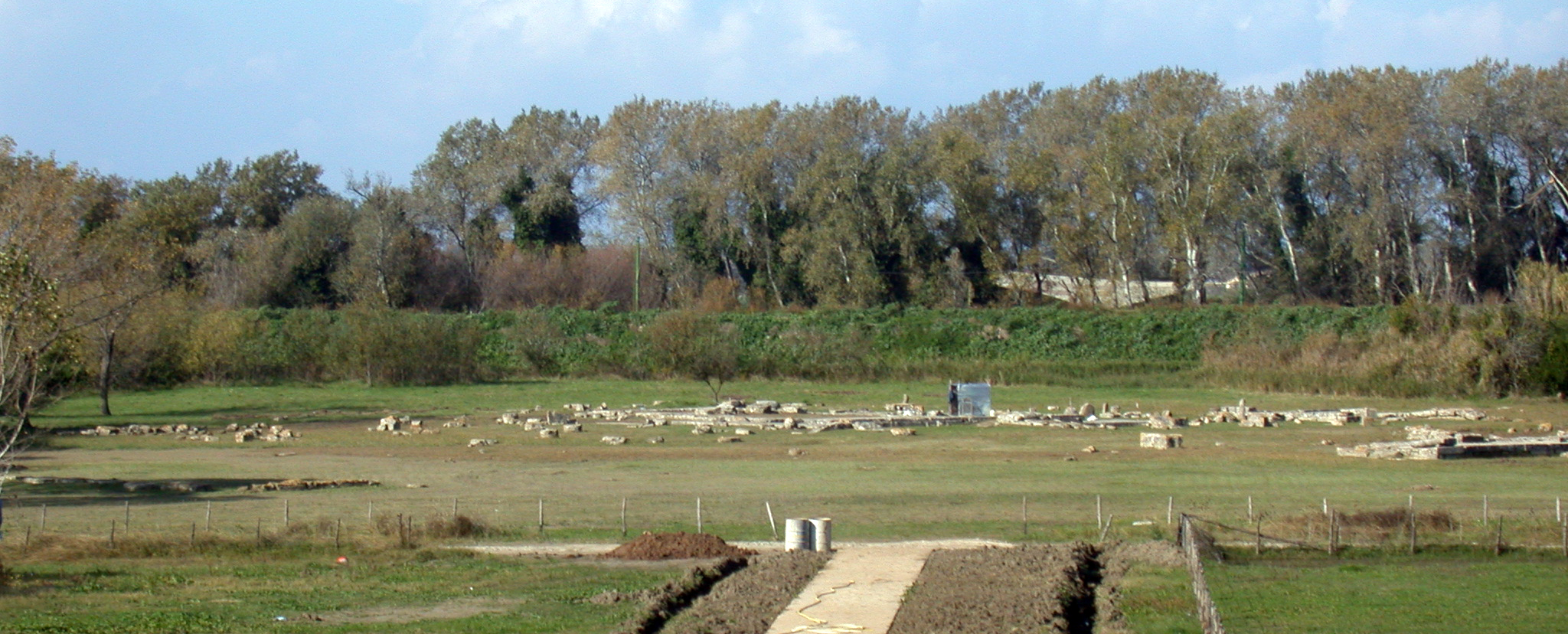
I resti del santuario di Hera Argiva alla foce del Sele

Come archeologo fondò nel 1920 la «Società Magna Grecia» insieme a Paolo Orsi, con la quale condusse scavi presso Sant'Angelo Muxaro (AG). Altri scavi furono condotti con Giuseppe Foti sul sito di Sibari, antica città greca affacciata sul mar Jonio, oggi in provincia di Cosenza, e a Cirò Marina nei resti nel tempio di Apollo Aleo.
Durante un periodo di invio al confino fu autore, insieme alla collega Paola Zancani Montuoro, anch'essa confinata, dell'inaspettata scoperta dello Heraion alla foce del Sele, santuario dedicato alla dea Hera, presso la foce del fiume Sele, a nord di Paestum (Campania). L'importante ciclo figurativo metopale è ora conservato al Museo archeologico nazionale di Paestum. Ebbe grande interesse per la cultura russa e contribuì al Comitato Italiano di Soccorso per i Bambini Russi durante la carestia del 1922.
Malvisto dal regime, fu però amico di Maria José di Savoia. Nel 1931 fondò con Paolo Orsi la rivista «Archivio storico per la Calabria e la Lucania».Dopo la seconda guerra mondiale fu dal 1944 al 1949 presidente della Croce Rossa Italiana e fu tra i fondatori nel 1955 di Italia Nostra, di cui fu anche il primo presidente. Fu anche presidente dell'ANIMI dal 1951. Da senatore a vita svolse un'intensa attività parlamentare, soprattutto in difesa del patrimonio monumentale e ambientale. Ma non solo: suo fu anche un progetto di edilizia scolastica presentato nel 1952. Dal 1947, fu socio corrispondente dell'Accademia Nazionale dei Lincei.
Nel 1950, insieme all'archeologa Paola Zancani Montuoro, ha ricevuto il Premio Feltrinelli dell'Accademia Nazionale dei Lincei.

Nell'ottobre 1955, insieme con altri intellettuali, tra cui Elena Croce, la figlia del filosofo Benedetto Croce, fu tra i fondatori di "Italia Nostra", associazione per la tutela del patrimonio paesaggistico, culturale e ambientale. Ne fu il primo presidente, carica che ricoprì fino alla scomparsa.

## Opere
- Giovanni Malvezzi e Umberto Zanotti Bianco, L'Aspromonte occidentale: note, Milano, Libreria editrice milanese, 1910.
- Paola Zancani Montuoro e Umberto Zanotti Bianco, Heraion alla foce del Sele: Relazione preliminare, Roma, G. Bardi tipografo della R. Accademia nazionale dei Lincei, 1938.
- Giorgio D'Acandia, Della giovine Europa, Catania, Francesco Battiato, prima del 1915.
- Giorgio D'Acandia, La quistione polacca: La Polonia e la Russia, Roma, Tipografia editrice Italia, 1914.
- Giorgio D'Acandia, La dominazione austriaca in Polonia e il dissidio polacco-ruteno, Roma, Direzione della Nuova Antologia, 1915.
- Umberto Zanotti Bianco e Andrea Caffi, La pace di Versailles: note e documenti, Roma, La voce, 1919.
- Umberto Zanotti Bianco, Civiltà della Magna Grecia, Napoli, L'arte tipografica, 1959.
- Umberto Zanotti Bianco, Il martirio della scuola in Calabria, II, Firenze, Vallecchi Editore, 1925.
- Umberto Zanotti Bianco, La Basilicata, Roma, Stab. Tipogr. Riccardo Garroni, 1926.
- Umberto Zanotti Bianco, La mia Roma. Diario 1943-1944, a cura di Cinzia Cassani, con un saggio introduttivo di Fabio Grassi Orsini, Manduria, Lacaita, 2011.
- Umberto Zanotti Bianco, L'opera della Società Magna Grecia nei primi dieci anni (1921-1931), Roma, Arte stampa, 1931.
- Umberto Zanotti Bianco, Le scoperte allo Heraion del Sele, Milano, Rizzoli, 1940.
- Umberto Zanotti Bianco, L'autonomia regionale, Roma, Movimento liberale italiano, 1944.
- Umberto Zanotti Bianco, Meridione e meridionalisti, Roma, Collezione Meridionale Ed., 1964.
- Umberto Zanotti Bianco, Paolo Orsi, Rovereto, Accademia roveretana degli Agiati e Comune di Rovereto, 1950.
- Umberto Zanotti Bianco, Per l'edilizia della scuola primaria: discorso pronunciato al Senato della Repubblica nella seduta del 24 ottobre 1953, Roma, Tipografia del Senato del dott. G. Bardi, 1953.
- Umberto Zanotti Bianco, Proteste civili, Tivoli, A. Chicca, 1954.
- Umberto Zanotti Bianco, Tra la perduta gente (Africo), Firenze, Felice Le Monnier, 1946.
- Umberto Zanotti Bianco e Paola Zancani Montuoro, La campagna archeologica del 1932 nella piana del Crati, Roma, Società Magna Grecia, 1962.